# Jisr al-Choghour
Jisr al-Choghour, ou Djisor el-Choghour (arabe : جسر الشغور) est une ville du gouvernorat d'Idleb en Syrie. Située à une altitude de 170 mètres d'altitude, sur le fleuve Oronte, la ville est habitée par 44 322 personnes en 2010.
Jisr al-Choghour a longtemps été un important point d'escale sur les routes commerciales. Elle se trouve sur la route principale entre Lattaquié (75 kilomètres à l'ouest) et Alep (104 kilomètres à l'est).

## Histoire
Située dans la riche plaine alluviale de la plaine de Ghab (en) sur le versant oriental des montagnes Djébel Ansariyeh, la région a été habitée sans interruption depuis plus de dix siècles. Du temps des Séleucides, elle était appelée Seleucopolis.
La ville antique de Qarqar pourrait être située à environ 7 kilomètres au sud de la ville moderne.

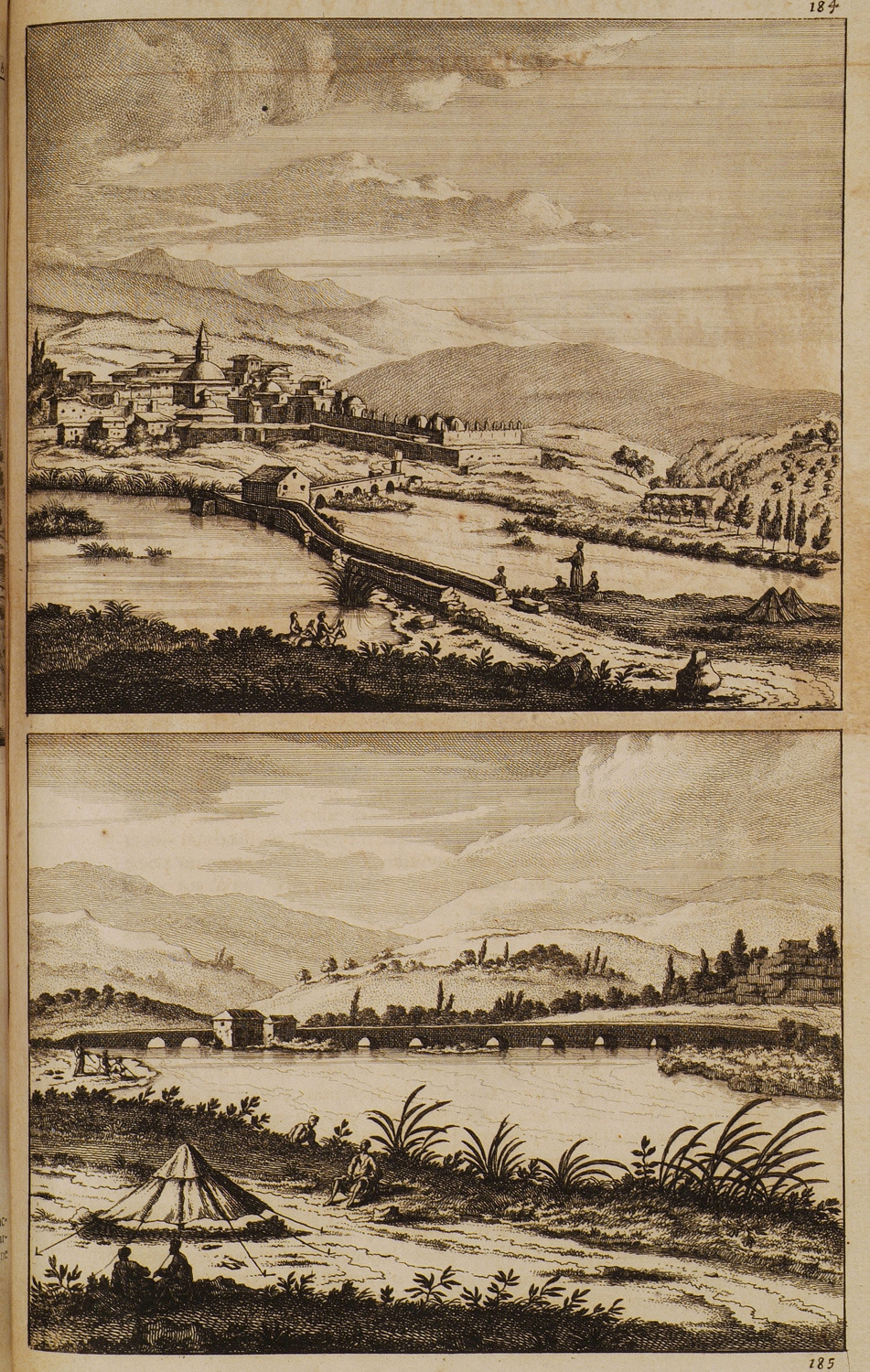
« Isser-Sjoor », dans un ouvrage de 1714

Les voyageurs européens du XVIIIe siècle évoquent le pont, qui date de l'Antiquité (jisr signifie « pont » en arabe), ainsi qu'un khan (ou caravansérail). Le « pont de Chogr » fait alors partie du pachalik d'Alep. Jisr al-Shughur est mentionnée dans les ouvrages européens des XVIIIe et XIXe siècles sous différentes appellations : (dans des ouvrages en français) Chogr, Choug, Djeser-Chougr, Isser-Sjoor, Shogle ou encore Shoggle (dans l'Encyclopédie notamment), ou encore (dans des ouvrages en anglais), Shogger, Djisser Shogger, Gisr-el-Shughal ou Jisr-Shogl.

### Histoire récente
La ville est depuis les années 1980 un lieu d'opposition au régime du Parti Baas. Après la mort de 120 policiers par des opposants, la ville est le théâtre d'une opération de répression policière de la part du régime baassiste qui se déroule du 4 au 12 juin 2011. Dans la mémoire des opposants au régime, elle est appelée la bataille de Jisr al-Choghour.
Pendant la guerre civile syrienne en mai 2015, après la victoire des rebelles islamistes du Front Al-Nosra (branche locale d'Al Qaïda), la ville de Jisr àl-Choghour est détruite à au moins 85 % de sa surface, d'autant plus qu'il n'est pas exclu qu'une contre-offensive des forces armées loyalistes ne reprenne la ville. Déjà, le centre ancien, surtout d'époque médiévale, avec son souk, est détruit. Au moins 80 % de sa population a pris la fuite, et s'est réfugiée dans des camps de l'ONU en Turquie ou en Jordanie. Depuis lors, la ville est une base de brigades d'Al-Nosra, d'Ahrar al-Sham, et du Parti islamique du Turkestan. La ville abrite aussi 3 500 Ouïghours.
L'armée syrienne repousse les rebelles installés plus au nord à partir de l'hiver 2015-2016 et avance vers Jisr al-Choghour dans le but de libérer l'axe routier Lattaquié-Alep.